# Gerd Deumlich
Gerd Deumlich (* 26. Juni 1929 in Brieg; † 23. April 2013) war ein deutscher Journalist und Parteifunktionär der DKP.

## Leben
Gerd Deumlich lernte zunächst Landvermesser. Im Frühjahr 1946 trat er in die Kommunistische Partei Deutschlands (KPD) und Freie Deutsche Jugend (FDJ) ein. Er wurde Chefredakteur der illegalen FDJ-Zeitschrift "Junges Deutschland". Deswegen wurde er 1954 zu zwei Jahren und drei Monaten Gefängnis verurteilt, die er bis Juni 1956, teilweise in Einzelhaft, absitzen musste. Nach mehrjährigem Aufenthalt in der DDR kam er 1969 zurück in die Bundesrepublik Deutschland, wo er erster Chefredakteur der DKP-Zeitung Unsere Zeit wurde. Später war er im Präsidium der DKP für die Kulturarbeit zuständig und wurde 2003 verantwortlicher Redakteur und Mitherausgeber der Marxistischen Blätter. Deumlich war Mitglied der Vereinigung der Verfolgten des Naziregimes (VVN).
Deumlich war verheiratet und hat zwei Söhne.

## Schriften
- Bildungspolitische Forderungen der Arbeiterklasse durchsetzen. Sofortvorschläge der DKP für bessere Bildung und Berufsbildung. Referat auf der Bildungspolitischen Konferenz der DKP am 2. und 3. November 1974 in Köln-Mülheim. Parteivorstand der DKP, Referat Öffentlichkeitsarbeit, Düsseldorf 1974
- Zur Lage der Theater in der BRD. Verband der Theaterschaffenden der Deutschen Demokratischen Republik, Berlin 1975